# Йонас Дасслер
Йо́нас Да́сслер (нім. Jonas Dassler; нар. 1996, Ремшайд, Німеччина) — німецький театральний та кіноактор.

## Біографія
Йонас Дасслер народився у 1996 році в місті Ремшайді (земля Північний Рейн-Вестфалія, Німеччина). Під час навчання в гімназії Ернста Моріца Арндта в рідному місті брав участь у роботі шкільного театру, починаючи з восьмого класу. Після закінчення гімназії у 2014 році вступив до Академії драматичного мистецтва «Ернст Буш» у Берліні, де навчався акторській майстерності.
У 2015 році Йонас Дасслер дебютував як кіноактор, знявшись у фільмі Анрі Стейнмеца «З нами все гаразд».
У 2016 році Дасслер виступав на сцені берлінського Театру на площі Легінер (нім. Schaubühne am Lehniner Platz). Починаючи з сезону 2017/18 він є постійним членом трупи театру імені Максима Горького в Берліні.
У лютому 2019 року на 69-му Берлінському кінофестивалі в конкурсній програмі відбулася світова прем'єра фільму Фатіха Акіна «Золота рукавичка», де Йонас Дасслер зіграв головну роль серійного вбивці 1970-х років Фріца Гонки (1935-1998)

## Фільмографія
| Рік  |   | Українська назва          | Оригінальна назва                 | Роль            |
| ---- | - | ------------------------- | --------------------------------- | --------------- |
| 2015 | ф | З нами все гаразд         | Uns geht es gut                   | Тім             |
| 2017 | ф | LOMO: Мова багатьох інших | LOMO: The Language of Many Others | Карл            |
| 2018 | ф | Клас, що мовчить          | Das schweigende Klassenzimmer     | Ерік Бабінський |
| 2018 | ф | Робота без авторства      | Werk ohne Autor                   | Егренфрід Май   |
| 2018 | с | Діловод                   | Die Protokollantin                | Саша Кульмін    |
| 2019 | ф | Золота рукавичка          | Der goldene Handschuh             | Фріц Гонка      |
| 2022 | ф | З моєї шкіри              | Aus meiner Haut                   | Трістан         |

## Визнання
| Нагороди та номінації Йонаса Дасслера (Список не є вичерпним) | Нагороди та номінації Йонаса Дасслера (Список не є вичерпним) | Нагороди та номінації Йонаса Дасслера (Список не є вичерпним) | Нагороди та номінації Йонаса Дасслера (Список не є вичерпним) |
| Рік                                                           | Категорія                                                     | Фільм                                                         | Результат                                                     |
| ------------------------------------------------------------- | ------------------------------------------------------------- | ------------------------------------------------------------- | ------------------------------------------------------------- |
| Баварська кінопремія                                          |                                                               |                                                               |                                                               |
| 2017                                                          | Найкращий молодий актор                                       | Клас, що мовчить та LOMO: Мова багатьох інших                 | Перемога                                                      |